# Günter Pasternak
Günter Pasternak (* 5. Oktober 1932 in Berlin; † 11. April 2024 ebenda) war ein deutscher Arzt und Immunologe. Von 1984 bis 1991 war er Direktor des Zentralinstituts für Molekularbiologie der Akademie der Wissenschaften der DDR.

## Leben
Günter Pasternak wurde 1932 in Berlin geboren und studierte Medizin an der Humboldt-Universität zu Berlin, an der er 1959 promovierte und 1966 auch habilitiert wurde. Ab 1973 war er Professor an der Akademie der Wissenschaften der DDR. Nachdem er zunächst Leiter des Bereiches „Experimentelle und klinische Immunologie“ am Zentralinstitut für Krebsforschung der Akademie in Berlin-Buch gewesen war, fungierte er von 1979 bis 1984 als Direktor des Forschungszentrums für Molekularbiologie und Medizin, des Verbunds der biowissenschaftlichen und medizinischen Akademie-Institute. Von 1982 bis 1990 gehörte er darüber hinaus dem Forschungsrat der DDR an.
Ab 1984 wirkte er dann in Nachfolge des Pathologen Karl-Wolfgang Zschiesche als Direktor des ebenfalls in Berlin-Buch ansässigen Zentralinstituts für Molekularbiologie (ZIM). Er blieb Direktor des ZIM bis zur Gründung von dessen Nachfolgeeinrichtung, dem Anfang 1992 entstandenen Max-Delbrück-Centrum für Molekulare Medizin. Anschließend war er bis 1999 an der Ruprecht-Karls-Universität Heidelberg im Bereich der Leukämieforschung tätig, bevor er kurz vor seinem 67. Geburtstag in den Ruhestand ging.

## Auszeichnungen
Günter Pasternak war ab 1975 korrespondierendes und ab 1979 ordentliches Mitglied der Akademie der Wissenschaften der DDR. Darüber hinaus wurde er 1988 zum auswärtigen Mitglied der Tschechoslowakischen Akademie der Wissenschaften ernannt. Er wurde 1973 mit dem Rudolf-Virchow-Preis ausgezeichnet und erhielt 1980 und 1985 den Nationalpreis der DDR.

## Werke (Auswahl)
- Transplantations- und Tumorimmunologie. Verlag Gustav Fischer, Jena 1973
- Das Immunsystem des Organismus und seine Rolle bei der Krebserkrankung. Akademie-Verlag, Berlin 1979